# Liste sächsischer Weinberge und Weingüter

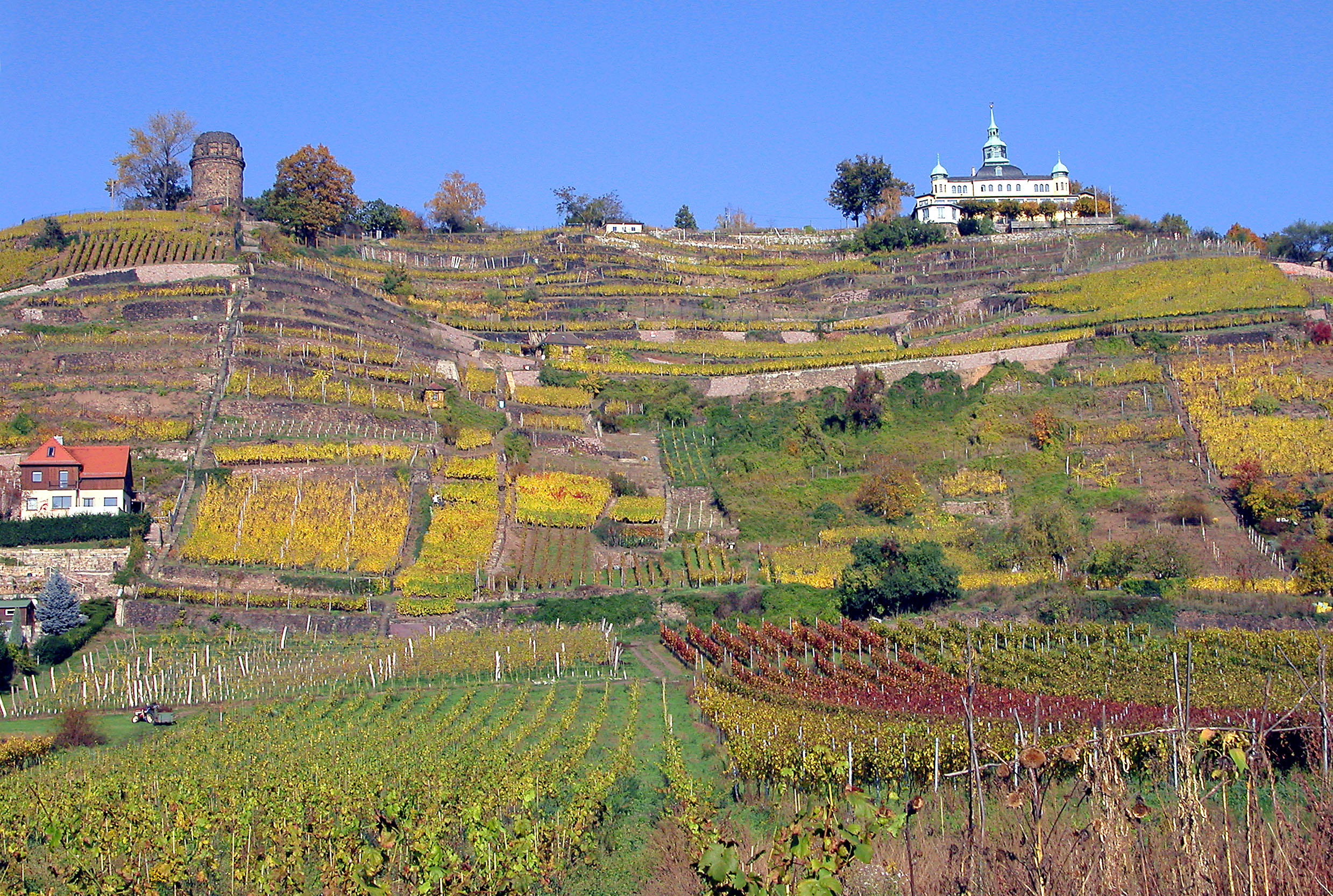
Weinberge in Radebeul-Oberlößnitz

Die Weinberge und Weingüter im Weinbaugebiet Sachsen sind hier in Listen erfasst, jeweils für die derzeit genutzten und die ehemaligen Weingüter.
Das sächsische Weinbaugebiet gliedert sich in den Bereich Meißen mit den Großlagen Meißner Spaargebirge, Seußlitzer Schlossweinberg, Radebeuler Lößnitz und Dresdener Elbhänge an der Sächsischen Weinstraße und den Bereich Elstertal sowie den bereichsfreien Ostritzer Klosterberg am Kloster St. Marienthal.
Der Bereich Meißen des Anbaugebiets Sachsen erstreckt sich über eine Länge von 45 km an den Hängen des Elbtals von Diesbar-Seußlitz über Meißen, Radebeul und Dresden-Pillnitz bis Pirna auf einer Anbaufläche von 493 Hektar. Der Rebsortenanteil beträgt 82 % Weißwein und 18 % Rotwein.
Weinberge und Weingüter, die unter Denkmalschutz stehen, können über die ID-Nummer aus der sächsischen Denkmalliste aufgerufen werden. Die Anmerkung „kDS“ bedeutet: kein Denkmalschutz.

## Liste sächsischer Weinberge und Weingüter
| Bild                                               | Weinberg / Weingut                                                         | Adresse und Lage                                                       | Datierung                              | Beschreibung | ID       |
| -------------------------------------------------- | -------------------------------------------------------------------------- | ---------------------------------------------------------------------- | -------------------------------------- | --- | -------- |
| Großlage Seußlitzer Schlossweinberg                |                                                                            |                                                                        |                                        | |          |
| Weitere Bilder                                     | Schlossweinberg Luisenburg oberhalb vom Schloss Diesbar-Seußlitz           | Diesbar-Seußlitz, An der Weinstraße 1 (Karte)                          | 18. Jhdt.                              | Schloss Diesbar-Seußlitz mit der Luisenburg und dem Weinberg sowie dem französischen Schlossgarten und dem englischen Schlosspark (Gartendenkmale); barock geprägtes Ensemble von hoher Originalität mit geschichtlicher, künstlerischer und landschaftsprägender Bedeutung. | 09300219 |
|                                                    | Seußlitzer Heinrichsburg                                                   | Diesbar-Seußlitz, An der Weinstraße (Karte)                            |                                        | Weinlage Seußlitzer Heinrichsburg an der Goldkuppe | kDS      |
|                                                    | Bahrmannscher Weinberg                                                     | Diesbar-Seußlitz, An der Weinstraße (Karte)                            |                                        | Der Bahrmannsche Weinberg in Seußlitz wurde 1907 durch Baumeister Bahrmann mit reblaus-resistenten Reben bepflanzt, gehört zur Lage Seußlitzer Heinrichsburg. | kDS      |
|                                                    | Weingut Joachim Lehmann                                                    | Diesbar-Seußlitz, An der Weinstraße 28 (Karte)                         |                                        | unterhalb des Bahrmannschen Weinbergs gelegen | 09271451 |
|                                                    | Weinberg am Brummochsenloch (mit Winzerhaus)                               | Diesbar-Seußlitz, Am Brummochsenloch 8 (Karte)                         |                                        | gehört zur Lage Seußlitzer Heinrichsburg | kDS      |
|                                                    | Weingut Jan Ulrich                                                         | Diesbar-Seußlitz, Am Brummochsenloch 21 / An der Weinstraße 40 (Karte) |                                        | Lagen Seußlitzer Heinrichsburg und in Löbsal | 09271452 |
|                                                    | Weinhof Günther                                                            | Niederlommatzsch, Niederlommatzscher Str. 6 (Karte)                    |                                        | Lagen in Niederlommatzsch | kDS      |
|                                                    | Weingut J. J. du Preez                                                     | Nieschütz, An der Gärtnerei 11 (Karte)                                 |                                        | Sektmanufaktur und Weingut | kDS      |
|                                                    | Weingut Herrenberg (Winzerhof Golk)                                        | Diera-Zehren, Zum Forsthaus 7 (Karte)                                  |                                        | Weinlage Herrenberg | kDS      |
|                                                    | Weingut Schloss Proschwitz – Prinz zur Lippe                               | Zadel, Dorfanger 19 (Karte)                                            |                                        | Ehem. Kammergut Zadel – Weingutshof mit den ehemaligen Weinbergen des Bischofs von Meißen | 09268014 |
|                                                    | Weinbau Steffen Loose                                                      | Gröbern, Im Winkel 6 (Karte)                                           |                                        | Lage am Gellertberg | kDS      |
|                                                    | Weinböhlaer Gellertberg und Oberauer Gellertberg                           | Oberau, Pressgrund (Karte)                                             |                                        | Lage am Gellertberg (178 m) | kDS      |
|                                                    | Königlicher Weinberg Weinböhla                                             | Weinböhla, Weingartenstr. (Karte)                                      |                                        | Königlicher Weinberg der Weinbaugemeinschaft Weinböhla | kDS      |
| Weitere Bilder                                     | Weinböhlaer Ratsweinberg                                                   | Weinböhla, Schreinickenweg 3 (Karte)                                   |                                        | Ratsweinberg der Weinbaugemeinschaft Weinböhla | 09266884 |
|                                                    | Historisches Weingut „Peterkeller“                                         | Weinböhla, Kirchplatz 19 (Karte)                                       |                                        | Winzerhaus, Weinkeller, Stallgebäude und Torbogen eines ehemaligen Weingutes; weitgehend original erhaltenes ländliches Anwesen, Zeugnis für den jahrhundertelangen Weinbau in der Elbregion, baugeschichtlich und ortsgeschichtlich bedeutend | 09266753 |
| Großlage Meißner Spaargebirge                      |                                                                            |                                                                        |                                        | |          |
|                                                    | Weinberg Schloss Proschwitz                                                | Proschwitz, Heiliger Grund (Karte)                                     |                                        | Weinberg nordöstlich vom Schloss Proschwitz im OT Proschwitz | kDS      |
|                                                    | Proschwitzer Katzensprung                                                  | Meißen, Proschwitzer Straße (Karte)                                    |                                        | Weinberg nordöstlich vom Schloss Proschwitz | kDS      |
|                                                    | Weinberg Meißner Kloster Heilig Kreuz                                      | Meißen, Drosselgrund (Karte)                                           |                                        | Weinberg im OT Klostergut | kDS      |
|                                                    | Kurfürstlicher Weinberg Meißen                                             | Meißen, Lehmberg (Karte)                                               |                                        | Kurfürstlicher Weinberg Meißen ist eine neue Lage-Bezeichnung in den Ortsteilen Klostergut, Klostergasse und Obermeisa, die sich auf die historische Bezeichnung „Königlicher Weinberg“ bezieht und von der Weinkellerei Tim Strasser „Rothes Gut Meißen“ bewirtschaftet wird. | kDS      |
|                                                    | Rothes Gut Meißen                                                          | Meißen, Lehmberg 4 (Karte)                                             |                                        | Weinkellerei Tim Strasser | kDS      |
|                                                    | Meißner Burgberg                                                           | Meißen, Schlossberg (Amtsstufen) (Karte)                               |                                        | Burgberg Meißen mit gärtnerisch gestalteten Hängen (als Gartendenkmal) – Weinberg der Sächsischen Landesstiftung Natur und Umwelt, ökologischer Weinbau auf einer Rebfläche von ca. 700 m² unterhalb der Meißner Burg | 09300521 |
|                                                    | Meißner Crassoberg                                                         | Meißen, Hafenstraße (Karte)                                            |                                        | Crassosches Weinberghaus, ein Renaissancebau auf dem Kapellenberg; ortsgeschichtlich, künstlerisch, kunstgeschichtlich, heimatgeschichtlich, baugeschichtlich, landschaftsgestaltend und ortsbildprägend von Bedeutung, Zeugnis des jahrhundertealten Weinbaus in Meißen. Weinberg der Weinbaugemeinschaft Meißen e. V. am Kapellenberg im OT Niederfähre | 09265034 |
|                                                    | Ratsweinberg Meißen                                                        | Meißen, Ratsweinberg 1 und 6a (Karte)                                  |                                        | Sachgesamtheit Ratsweinberg mit dem Gebäude der Ratsweinpresse und Restflächen des Weinberges als Sachgesamtheitsteil; ortsgeschichtlich, städtebaulich und baugeschichtlich von Bedeutung, Zeugnis für den jahrhundertealten Weinbau in Meißen. Weinberg der Weinbaugemeinschaft Meißen e. V. im OT Vorbrücke. | 09306254 |
|                                                    | Meißner Gebhardberg                                                        | Meißen, Goldgrund (Karte)                                              |                                        | Weinberg der Weinbaugemeinschaft Meißen e. V. im OT Plossen | kDS      |
|                                                    | Sächsische Winzergenossenschaft Meißen e. G                                | Meißen, Bennoweg 9 (Karte)                                             |                                        | gegr. 1938 | kDS      |
|                                                    | Meißner Fürstenberg                                                        | Meißen, Max-Dietel-Straße (Karte)                                      |                                        | Weinberg der Weinbaugemeinschaft Meißen e. V. | kDS      |
|                                                    | Weinmanufaktur am Mariaberg                                                | Meißen, Dresdner Straße 71 (Karte)                                     |                                        | Weingut mit Seitengebäuden; baugeschichtlich und landschaftsgestaltend von Bedeutung. Weinbau Martin Schwarz mit Weinlagen in Radebeul, Meißen, Diesbar-Seußlitz und Merbitz | 09266228 |
|                                                    | Weinberg Meißner Rosengründchen                                            | Meißen, An der Spaargasse (Karte)                                      |                                        | Weinberg der Weinbaugemeinschaft Meißen e. V. im OT Niederspaar | kDS      |
|                                                    | Weingut Mariaberg                                                          | Meißen, An der Spaargasse 1 (Karte)                                    |                                        | Weingut Anja Fritz | kDS      |
|                                                    | Meißner Kronenberg                                                         | Meißen, Lückenhübelstraße (Karte)                                      |                                        | Weinberg der Weinbaugemeinschaft Meißen e. V. im OT Oberspaar | kDS      |
|                                                    | Meißner Kapitelberg                                                        | Meißen, Jagdsteig (Karte)                                              |                                        | Die Weinbergslage Meißner Kapitelberg im OT Oberspaar gilt als eine der besten Weinlagen in Sachsen. | kDS      |
|                                                    | Weingut Ricco Hänsch                                                       | Meißen, Jagdsteig 24 (Karte)                                           |                                        | Weingut Ricco Hänsch in Meißen, OT Oberspaar | kDS      |
|                                                    | Meißner Klausenberg                                                        | Meißen, Klausenweg (Karte)                                             |                                        | im OT Oberspaar | kDS      |
|                                                    | Weingut Dompropst-Berg                                                     | Meißen, Boselweg 30 (Karte)                                            |                                        | Einstiges Weingut, Hauptgebäude und mehrere Nebengebäude, Einfriedungsmauer, Tor, Pavillon und Weinbergshäuschen, Allee an der Zufahrt (Gartendenkmal); regionalgeschichtlich und baugeschichtlich von Bedeutung, eines der größten Weingüter auf den Spaarbergen. | 09266164 |
|                                                    | Weingut Alte Deutsche Bosel                                                | Meißen-Oberspaar, Boselweg 60a (Karte)                                 | um 1600                                | Weingut Alte Deutsche Bosel – baugeschichtlich, landschaftsgestaltend, wissenschaftlich, künstlerisch, sozialgeschichtlich und hausgeschichtlich von Bedeutung, eines der ältesten und bedeutendsten Weingüter Meißens. | 09269093 |
|                                                    | Weingut Vincenz Richter                                                    | Meißen, Kapitelholzsteig 1 (Karte)                                     |                                        | Weingut mit Haupthaus, zwei Nebengebäuden, Hof, Einfriedung und Toreinfahrt; wohl ältestes baulich erhaltenes Weingut der Gegend in Fachwerk, bau- und ortsgeschichtlich sowie landschaftsgestalterisch bedeutend. Lage am Kapitelberg, gegr. 1873 durch Vincenz Anton Richter. | 09266237 |
|                                                    | Sektmanufaktur Perlgut                                                     | Meißen, Kapitelholzsteig 2 (Karte)                                     |                                        | [ 3 ] | kDS      |
|                                                    | Boselberg – Weingut Haag                                                   | Meißen, Kapitelholzsteig 3 (Karte)                                     |                                        | Weingut mit Winzerhaus und Seitengebäude, durch einen Zwischenbau (Torhaus) miteinander verbunden; bau- und ortsgeschichtlich von Bedeutung, landschaftsbildprägendes Zeugnis des jahrhundertealten Weinbaus in Meißen. | 09269128 |
| Weitere Bilder                                     | Weinberg und Weingut Graue Presse                                          | Sörnewitz, Dresdner Straße 350 (Karte)                                 |                                        | Winzerhaus eines Weingutes; markanter barocker Bau mit Mansarddach und hervorgehobenem Portal, um 1900 zum Wohnhaus umgebaut, dabei leicht überformt, baugeschichtlich und ortsgeschichtlich bedeutend. | 08951457 |
| Weitere Bilder                                     | Weinberg und Weingut Rote Presse                                           | Sörnewitz, Dresdner Straße 344, 346 (Karte)                            | um 1640                                | Sachgesamtheit Rote Presse mit Herrenhaus, Nebengebäude und drei Wachhäuschen eines Weingutes sowie Weinberg (Gartendenkmal). Anwesen zum repräsentativen neobarocken Landsitz umgestaltet, baugeschichtlich und künstlerisch bedeutend, eines der landschaftsgestalterisch bemerkenswertesten Zeugnisse des Weinanbaus im Elbtal zwischen Meißen und Dresden am Spaargebirge. | 09301469 |
|                                                    | Sörnewitzer Klausenberg (Sörnewitzer Boselberg)                            | Sörnewitz, Boselweg (Karte)                                            |                                        | am Osthang der Deutschen Bosel gelegen | kDS      |
| Weitere Bilder                                     | Weingut Steffen Schabehorn                                                 | Sörnewitz, Dresdner Straße 334 (Karte)                                 |                                        | Ehem. Wohnstallhaus mit Fachwerk-Obergeschoss, Scheune und Hofmauer eines Bauernhofes; baugeschichtlich bedeutend. | 09267500 |
| Weitere Bilder                                     | Weingut Walter Schuh                                                       | Sörnewitz, Dresdner Straße 314 (Karte)                                 |                                        | Ehem. Wohnstallhaus, Seitengebäude und Scheune eines Dreiseithofes, Torbogen an der Zaschendorfer Straße; weitestgehend ursprünglich erhalten, eines der bemerkenswertesten ländlichen Anwesen von Coswig, Teil des unverwechselbaren Dorfkerns von Sörnewitz, baugeschichtlich und wirtschaftsgeschichtlich bedeutend. | 09267489 |
|                                                    | Weingut Andreas Henke                                                      | Sörnewitz, Elbgaustraße 45 (Karte)                                     |                                        | Ehem. Altes Wasserwerk; Putzbau mit Ziegelgliederung, gestalterisch bemerkenswertes Interieur aus der Entstehungszeit, ortsgeschichtlich bedeutsamer Industriebau des Historismus, technikgeschichtlich von Belang. | 09267518 |
|                                                    | Weingut Matyas GbR                                                         | Neucoswig, Spitzgrundstraße 12 (Karte)                                 |                                        | [ 4 ] [ 3 ] | kDS      |
| Weitere Bilder                                     | Weinberg Drei Herren (Coswig)                                              | Neucoswig, Am Talkenberger Hof (Karte)                                 |                                        | | kDS      |
| Weitere Bilder                                     | Weingut Talkenberger Hof                                                   | Neucoswig, Am Talkenberger Hof 3 (Karte)                               |                                        | Winzerhaus eines ehemaligen Weingutes mit Fachwerkobergeschoss und hohem Walmdach; bedeutendstes bauliches Zeugnis des Weinanbaus im Elbtal und in Coswig, baugeschichtlich und ortsgeschichtlich bedeutend zudem singulär. | 09267571 |
| Großlage Radebeuler Lößnitz                        |                                                                            |                                                                        |                                        | |          |
|                                                    | Denkmalschutzgebiet Historische Weinbergslandschaft Radebeul               | Radebeul (Zitzschewig; Naundorf; Niederlößnitz; Oberlößnitz) (Karte)   |                                        | Historische Weinbergslandschaft Radebeul; landschaftsgestaltend von Bedeutung | 09303247 |
|                                                    | Radebeuler Johannisberg                                                    | Radebeul, Krapenbergweg (Karte)                                        |                                        | Lage Radebeuler Johannisberg | 09303247 |
|                                                    | Weinberg Talkenberg                                                        | Radebeul, Talkenbergweg (Karte)                                        |                                        | gehört zur Lage Radebeuler Johannisberg | 09303247 |
| Weitere Bilder                                     | Weinberg Paulsberg                                                         | Radebeul-Zitzschewig, Talkenbergweg/Paulsbergweg 21 (Karte)            |                                        | gehört zur Lage Radebeuler Johannisberg | 08950593 |
|                                                    | Weinberg Krapenberg                                                        | Radebeul, Krapenbergweg (Karte)                                        |                                        | mit Talutanlage, gehört zur Lage Radebeuler Johannisberg | 08950588 |
| Weitere Bilder                                     | Weinberg Zechstein                                                         | Radebeul, Zechsteinweg (Karte)                                         |                                        | gehört zur Lage Radebeuler Johannisberg | 09303247 |
| Weitere Bilder                                     | Weinberg Wettinshöhe                                                       | Radebeul, Knollenweg (Karte)                                           |                                        | gehört zur Lage Radebeuler Johannisberg | 09303247 |
|                                                    | Weinberg Wackerbarth                                                       | Radebeul, Wackerbarthstraße 1 (Karte)                                  |                                        | gehört zur Lage Radebeuler Johannisberg | 09302193 |
| Weitere Bilder                                     | Weinberg Jacobstein                                                        | Radebeul, Wackerbarthstraße 1 (Karte)                                  |                                        | gehört zur Lage Radebeuler Johannisberg | 09303247 |
| Weitere Bilder                                     | Weinberg und Weingut Neufriedstein                                         | Radebeul-Niederlößnitz, Mohrenstr. 10 (Karte)                          |                                        | gehört zur Lage Radebeuler Johannisberg | 09305116 |
| Weitere Bilder                                     | Weinberg Bussardberg                                                       | Radebeul, Obere Bergstraße 65–67 (Karte)                               |                                        | gehört zur Lage Radebeuler Steinrücken | 08950649 |
|                                                    | Winzerei & Weinhaus Förster                                                | Radebeul, Obere Burgstr. 21 (Karte)                                    |                                        | Lage Radebeuler Steinrücken | kDS      |
| Weitere Bilder                                     | Weinberg Friedensburg                                                      | Radebeul, Obere Burgstraße (Karte)                                     |                                        | Städtischer Weinberg, gehört zur Lage Radebeuler Steinrücken | 09303247 |
|                                                    | Radebeuler Steinrücken (Niederlößnitz)                                     | Radebeul, Burgstraße (Karte)                                           |                                        | Lage Radebeuler Steinrücken | 09303247 |
|                                                    | Weinberg Gemssteig                                                         | Radebeul, Gemssteig (Karte)                                            |                                        | gehört zur Lage Radebeuler Steinrücken | kDS      |
| Weitere Bilder                                     | Minckwitzscher Weinberg                                                    | Radebeul, Finstere Gasse (Karte)                                       |                                        | gehört zur Lage Radebeuler Steinrücken | 09305123 |
| Weitere Bilder                                     | Minckwitzsches Weingut                                                     | Radebeul-Niederlößnitz, Obere Bergstr. 30 (Karte)                      |                                        | | 08950320 |
|                                                    | Niederlößnitzer Weingarten                                                 | Radebeul, Obere Bergstraße (Karte)                                     |                                        | | 09303247 |
|                                                    | Weinberg Terrassenberg                                                     | Radebeul, Terrassenstraße (Karte)                                      |                                        | gehört zur Lage Radebeuler Steinrücken | 09303247 |
| Weitere Bilder                                     | Staatsweinberg Radebeuler Goldener Wagen (Oberlößnitz)                     | Radebeul, Am Goldenen Wagen (Karte)                                    |                                        | Lage Radebeuler Goldener Wagen | 09302632 |
|                                                    | Weinberg Spitzhaus                                                         | Radebeul, Spitzhausstraße (Karte)                                      |                                        | gehört zur Lage Radebeuler Goldener Wagen | 09302632 |
| Weitere Bilder                                     | Weinberg Hermannsberg oberhalb vom Haus Hermannsberg – Weingut Drei Herren | Radebeul, Weinbergstr. 34 (Karte)                                      |                                        | gehört zur Lage Radebeuler Goldener Wagen | 08950213 |
| Weitere Bilder                                     | Weinberg und Weingut Hofmannsberg                                          | Radebeul, Weinbergstr. 48/48a (Karte)                                  |                                        | gehört zur Lage Radebeuler Goldener Wagen | 09303247 |
|                                                    | Weinberg Ravensberg                                                        | Radebeul, Augustusweg (Karte)                                          |                                        | gehört zur Lage Radebeuler Goldener Wagen | 09303247 |
|                                                    | Weinberg Albertsberg                                                       | Radebeul, Augustusweg (Karte)                                          |                                        | gehört zur Lage Radebeuler Goldener Wagen | kDS      |
|                                                    | Winzerhof Rößler                                                           | Radebeul, Rietzschkegrund 37 (Karte)                                   |                                        | [ 4 ] | kDS      |
|                                                    | Weingut Kastler Friedland (Trobischhof)                                    | Radebeul, Coswiger Straße 23 (Karte)                                   |                                        | [ 4 ] [ 3 ] [ 9 ] | kDS      |
| Weitere Bilder                                     | Schloss Wackerbarth – Sächsisches Staatsweingut Schloss Wackerbarth        | Radebeul, Wackerbarthstr. 1 (Karte)                                    |                                        | [ 4 ] [ 9 ] | 09302193 |
| Weitere Bilder                                     | Weinberg oberhalb vom Weingut Fliegenwedel                                 | Radebeul, Am Jacobstein 40 (Karte)                                     |                                        | gehört zum Haus Fliegenwedel | 08950772 |
|                                                    | Winzerei Paradiesberg                                                      | Radebeul, Höhenweg 12 (Karte)                                          |                                        | Winzerei Antje Härtel am Paradiesberg | kDS      |
|                                                    | Weinberg Paradies                                                          | Radebeul, Auf den Bergen (Karte)                                       |                                        | | 09303247 |
|                                                    | Weingut Hoflößnitz (Stiftung Hoflößnitz)                                   | Radebeul, Knohllweg 37 (Karte)                                         |                                        | [ 4 ] [ 9 ] | 09305654 |
| Weitere Bilder                                     | Weingut Karl Friedrich Aust                                                | Radebeul, Weinbergstraße 10 (Karte)                                    |                                        | Meinholdsches Turmhaus | 08950205 |
| Weitere Bilder                                     | Winzerhaus Barth – Weingut Ulf Große                                       | Radebeul, Weinbergstraße 14; 16 (Karte)                                |                                        | [ 4 ] [ 3 ] | 08950206 |
| Weitere Bilder                                     | Weinbau Klaus Seifert                                                      | Radebeul, Weinbergstraße 20 (Karte)                                    |                                        | Retzschgut | 08950208 |
|                                                    | Weinhaus Frédéric Fourré                                                   | Radebeul, Weinbergstraße                                               |                                        | Lage Radebeuler Goldener Wagen | kDS      |
| Weitere Bilder                                     | Weinberg Unterberg am Bennoschlösschen                                     | Radebeul, Bennostraße 35 (Karte)                                       |                                        | | 08950193 |
|                                                    | Haus Steinbach – Weingut Haus Steinbach                                    | Radebeul, Bennostraße 41 (Karte)                                       |                                        | Haus Steinbach; Lüttiches Haus | 08950192 |
| Großlage Dresdner Elbhänge                         |                                                                            |                                                                        |                                        | |          |
| Weitere Bilder                                     | Weinberg am Schloss Albrechtsberg                                          | Dresden-Loschwitz, Bautzner Str. 130 (Karte)                           |                                        | Einzeldenkmal Schloss Albrechtsberg; Schlossgebäude mit aufwendiger Terrassenanlage, zwei Torhäusern, Wirtschaftsgebäude, schlichtem Gärtnerhaus, der Hauptbau über gestrecktem, rechteckigem Grundriss, seitlich schlanke flankierende Türme, bemerkenswerteste Schlossanlage des 19. Jahrhunderts in Dresden, baugeschichtlich, künstlerisch, landschaftsgestaltend und städtebaulich bedeutend. Weinberg am Schloss Albrechtsberg in Loschwitz, bewirtschaftet vom Winzer Lutz Müller                                                                                 | 09211476 |
| Weitere Bilder                                     | Weinberg am Lingnerschloss (ehem. Lord Findlaters Weinberg)                | Dresden-Loschwitz, Bautzner Str. 132 (Karte)                           |                                        | Einzeldenkmal Lingnerschloss mit seitlichen Kolonnaden, Torhaus, Wirtschaftsgebäude dazu englischer Park und aufgerebte Terrassen (Weinberg) (Gartendenkmal); einzigartiges und weit in den Elbraum hineinwirkendes Ensemble, bedeutsame Zeugnisse von Architektur und Gartenkunst des ausgehenden 19. und beginnenden 20. Jahrhunderts, baugeschichtlich, künstlerisch, städtebaulich und landschaftsgestaltend bedeutend. Weinberg am Lingnerschloss in Loschwitz, bewirtschaftet vom Winzer Lutz Müller                                                               | 09304094 |
| Weitere Bilder                                     | Dinglingers Weinberg                                                       | Dresden-Loschwitz, Schevenstr. 59 (Karte)                              |                                        | Dinglingerscher Weinberg mit Landhaus, Barockgarten, Pavillon, Reste der Treppenanlagen, Belvedere, Stützmauern, Toranlage, Einfriedung und gesamter Weinberg; einzigartiges Loschwitzer Anwesen, baugeschichtlich und personengeschichtlich, künstlerisch, städtebaulich und landschaftsgestalterisch bedeutend, jetzt Weinbau Dr. Christoph Hollenders. | 09211141 |
| Weitere Bilder                                     | Loschwitzer Weinberg                                                       | Dresden-Loschwitz, Bergbahnstraße (Karte)                              | 18./19. Jh.                            | Weinbergareal südlich von der Bergbahnstraße mit Weinbergsmauern, zwei Pavillons, Aussichtsplateau, Treppenanlagen, Gewächshaus mit Heizhausanbau, barocker Brunnenplastik, Spazierwegen, Brunnenbecken, usw., Gewächshaus zum Gartenatelier umgebaut; stadtgeschichtliche, landschaftsgestaltende und städtebauliche Bedeutung. | 09218237 |
| Weitere Bilder                                     | Königlicher Weinberg Wachwitz                                              | Dresden-Wachwitz, Wachwitzer Weinberg (Karte)                          | 1824–1853 angelegt                     | Sachgesamtheit Königlicher Weinberg mit Neuer Villa, neogotischer Kapelle, Presshaus und Weinberg (Gartendenkmal); einer der bemerkenswertesten Weinberge im Elbtal, bereichert durch architektonisch anspruchsvolle Bauten aus dem 19. und 20. Jahrhundert. | 09218394 |
| Weitere Bilder                                     | Königlicher Weinberg Pillnitz                                              | Dresden-Pillnitz, Wünschendorfer Straße (Karte)                        | 18./19. Jhdt. (Weinberg)               | Sachgesamtheit Königlicher Weinberg Pillnitz mit Weinbergskirche, Presshaus, Bergweg 5 und 9; Weinberg-Terrassen, Mauern, Treppen und Pavillons; einzigartiges Ensemble von besonderer städtebaulicher und landschaftsgestaltender Bedeutung, vor allem im Zusammenspiel mit der Weinbergskirche und dem Schlosskomplex von Pillnitz, als Weinberg der Wettiner-Residenz in Pillnitz, auch ortsgeschichtlich von Belang; jetzt bewirtschaftet u. a. von den Winzern Donath, Götze, Karsten Lindhardt, Lutz Müller, Walter Rogge, Klaus Sauer und Wolfgang Winn.          | 09211603 |
| Weitere Bilder                                     | Rysselscher Weinberg                                                       | Dresden-Pillnitz, Bergweg (Karte)                                      | 1. Hälfte 18. Jhdt., möglw. noch älter | Sachgesamtheit Rysselsches Weingut mit Weinberg-Herrenhaus, Winzerhaus sowie Einfriedungsmauern und dem Weinberg (Gartendenkmal); noch anschaulich nachvollziehbares, beeindruckendes Zeugnis des Weinanbaus im Elbtal zwischen Loschwitz und Pillnitz von besonderer ortsgeschichtlicher Bedeutung, zudem als ein die Landschaft in besonderem Maße prägendes und deren Unverwechselbarkeit zugleich unterstreichendes Element von landschaftsgestaltender Bedeutung.                                                                                                   | 09218817 |
|                                                    | Weingut Zimmerling                                                         | Dresden-Pillnitz, Bergweg 25–27 (Karte)                                |                                        | Rysselsche Berg oder Rysselsches Weingut; Weinberg-Herrenhaus und Winzerhaus unterhalb vom Rysselschen Weinberg; gesamte Anlage noch anschaulich nachvollziehbares, beeindruckendes Zeugnis des Weinanbaus im Elbtal zwischen Loschwitz und Pillnitz von besonderer ortsgeschichtlicher Bedeutung, zudem als ein die Landschaft in besonderem Maße prägendes und deren Unverwechselbarkeit zugleich unterstreichendes Element von landschaftsgestaltender Bedeutung, mit bemerkenswerten Fachwerkbau des Weinberg-Herrenhauses auch architekturgeschichtlich von Belang. | 09211588 |
| Weitere Bilder                                     | Weinberg Bergweg                                                           | Dresden-Pillnitz, Bergweg (Karte)                                      |                                        | | kDS      |
|                                                    | Weinberg Tiefer Grund                                                      | Dresden-Oberpoyritz, Weinbergsweg (Karte)                              |                                        | | kDS      |
|                                                    | Weingut „Unter dem Weinmond“                                               | Dresden-Oberpoyritz, Graupaer Str. 45 (Karte)                          |                                        | [ 3 ] [ 28 ] | kDS      |
|                                                    | Weinberg Jessen                                                            | Pirna-Jessen, Weinbergweg (Karte)                                      |                                        | | kDS      |
|                                                    | Weinberg „Schlossblick“                                                    | Pirna-Copitz, Postaer Str. 13 (Karte)                                  |                                        | Winzer Winn Graupa | kDS      |
|                                                    | Weinberg Posta                                                             | Pirna-Copitz, Oberposta 12 (Karte)                                     |                                        | | kDS      |
| Weitere Weinberge in Dresden und Umgebung          |                                                                            |                                                                        |                                        | |          |
|                                                    | Kleinschönberger Steinberg                                                 | Kleinschönberg, An der Schiebockmühle (Karte)                          |                                        | Weingut Lars Wellhöfer Weistropp, Niederwarthaer Straße 7 | kDS      |
|                                                    | Weinberg Kleditzschgrund                                                   | Weistropp, Kleditzschgrund (Karte)                                     |                                        | | kDS      |
| Weitere Bilder                                     | Kurfürstlicher Weinberg/Königlicher Hinterberg                             | Cossebaude, Talstraße 62 (Karte)                                       | 17. Jhdt.                              | Kurfürstlicher Weinberg mit Winzerhaus und Weinberg (Gartendenkmal); von Bedeutung für die Geschichte des Weinanbaus im südlichen Elbraum bei Dresden, Anlage mit den benachbarten Weinbergen von landschaftsgestaltendem Wert, jetzt Weinbau Ines Fehrmann | 09306541 |
| Weitere Bilder                                     | Cossebauder Bauernberge                                                    | Cossebaude, Weinbergstraße 42a (Karte)                                 | 17. und 18. Jhdt.                      | Weinberg zwischen Weinbergstraße und Gnomenstieg, ortsgeschichtlich bedeutend und landschaftsgestaltend, außerdem von Bedeutung für die Geschichte des Weinanbaus im südlichen Elbraum bei Dresden. | 09275200 |
|                                                    | Merbitzer Bauernberge                                                      | Merbitz, Ockerwitzer Weg (Karte)                                       | bezeichnet 1794                        | Weinberg mit Mauern, Portalen, Huthäuschen und wieder aufgerebter Fläche; einer der ältesten Weinberge der Gegend, geschichtlich und landschaftsgestalterisch bedeutend. | 09283233 |
|                                                    | Weinberg an der Pesterwitzer Straße                                        | Kohlsdorf, Pesterwitzer Straße (Karte)                                 |                                        | genannt Pesterwitzer Jochhöhschlößchen, bewirtschaftet vom Gut Pesterwitz | kDS      |
|                                                    | Gut Pesterwitz                                                             | Pesterwitz, An der Winzerei 1b (Karte)                                 |                                        | [ 4 ] [ 3 ] | kDS      |
|                                                    | ehemaliger Blasewitzer Weinberg, südlich der heutigen Hüblerstraße         | Dresden-Blasewitz, Hüblerstraße (Karte)                                |                                        | vermutlich um 1850 aufgegeben und mit Vorstadt-Villen bebaut, siehe z. B. die Villa Hüblerstraße 25, jetzt Pension "Villa am Schillerplatz, auf dem ehemaligen Blasewitzer Weinberg" | kDS      |
| Weitere Weinberge Bereich Elstertal, Ostritz u. a. |                                                                            |                                                                        |                                        | |          |
|                                                    | Jessener Gorrenberg – Weingut Hanke                                        | Jessen (Elster), Alte Schweinitzer Str. 80 (Karte)                     |                                        | In Sachsen-Anhalt gelegen, wird aber zum Weinanbaugebiet Sachsen gezählt. | kDS      |
|                                                    | Kleindröbener Katzenzehe                                                   | Kleindröben (Karte)                                                    |                                        | In Sachsen-Anhalt gelegen, wird aber zum Weinanbaugebiet Sachsen gezählt. | kDS      |
|                                                    | Schliebener Langer Berg (Brandenburg)                                      | Schlieben (Karte)                                                      |                                        | In Brandenburg gelegen, wird aber zum Weinanbaugebiet Sachsen gezählt. Verein zur Förderung des historischen Weinbaus in Schlieben e. V. | kDS      |
| Weitere Bilder                                     | Weinberg Ostritzer Klosterberg                                             | Kloster St. Marienthal in Ostritz, St. Marienthal 1 (Karte)            |                                        | [ 35 ] | 09228197 |

## Liste ehemaliger sächsischer Weingüter
| Bild           | Weinberg / Weingut                        | Adresse und Lage                                       | Datierung | Beschreibung | ID       |
| -------------- | ----------------------------------------- | ------------------------------------------------------ | --------- | --- | -------- |
|                | Meißner Jüdenberg                         | Meißen, An der Schreberstraße (Karte)                  |           | | kDS      |
| Weitere Bilder | Weinberg Jägerberg                        | Radebeul, Graue-Presse-Weg (Karte)                     |           | | 09304990 |
| Weitere Bilder | Weingut Langenberg                        | Radebeul-Zitzschewig, Mittlere Bergstr. 42 (Karte)     |           | | 09303247 |
|                | Weingut „Graue Presse“                    | Radebeul-Wahnsdorf, Graue-Presse-Weg 16/16a (Karte)    |           | | 09303247 |
| Weitere Bilder | Weinberg und Weingut Altfriedstein        | Radebeul, Prof.-Wilhelm-Ring 1 / Altfriedstein (Karte) |           | | 08950733 |
| Weitere Bilder | Weingut Grundhof                          | Radebeul, Paradiesstr. 66–68 (Karte)                   |           | | 08950398 |
| Weitere Bilder | Fiedlerhaus                               | Radebeul, Augustusweg 114–116 (Karte)                  |           | Ehem. Walthers Weinberg | 08950181 |
|                | Wilder Mann                               | Dresden, Döbelner Str. 108–116 (Karte)                 | 1680–1934 | Ehem. Weingut Trachenberge, jetzt Gartenverein Wilder Mann e. V. | kDS      |
|                | Findlaters Weinberg                       | Dresden-Loschwitz, Bautzner Str. 130 (Karte)           |           | [ 37 ] | 09211476 |
|                | Pesterwitzer Jochhöhschlößchen            | Pesterwitz, Am Jochhöh 42d (Karte)                     |           | | 09301349 |
| Weitere Bilder | Hübelscher Weinberg/Kriegelscher Weinberg | Cossebaude, Talstraße 60 (Karte)                       | 17. Jhdt. | Sachgesamtheit Hübelscher Weinberg/Kriegelscher Weinberg mit dem sogn. »Bergkellerhaus« sowie Weinberg (Gartendenkmal); gesamtes Anwesen von besonderem Wert für die Geschichte des Weinanbaus im südlichen Elbraum bei Dresden, eindrucksvollste Weinbergsanlage von Cossebaude, die gesamte Anlage mit dem benachbarten Weinbergen zudem von landschaftsgestaltendem Wert. | 09303772 |
|                | Cossebauder Bauernberge                   | Cossebaude, Talstraße 62b; 62c (Karte)                 | 17. Jhdt. | Sachgesamtheit Weinberg; von Bedeutung für die Geschichte des Weinanbaus im südlichen Elbraum bei Dresden, mit den benachbarten Weinbergen von landschaftsgestaltender Bedeutung. | 09279096 |